# L'Inquisition
Pour plus de détails, voir Fiche technique et Distribution.
L'Inquisition (El santo oficio) est un film mexicain réalisé par Arturo Ripstein, sorti en 1974.

## Synopsis
Au XVIe siècle à Mexico, une famille juive est persécutée par l'Inquisition.

## Fiche technique
- Titre : L'Inquisition
- Titre original : El santo oficio
- Réalisation : Arturo Ripstein
- Scénario : José Emilio Pacheco et Arturo Ripstein
- Musique : Joaquín Gutiérrez Heras
- Photographie : Jorge Stahl Jr.
- Montage : Eufemio Rivera
- Production : Leopoldo Silva et Marco Silva
- Société de production : Cinematográfica Marco Polo et Studios Churubusco
- Pays :  Mexique
- Genre : Drame et historique
- Durée : 127 minutes
- Dates de sortie : 
  -  France : mai 1974 (Festival de Cannes)

## Distribution
- Jorge Luke : Luis de Carvajal
- Diana Bracho : Mariana de Carvajal
- Claudio Brook : frère Alonso de Peralta
- Ana Mérida : Francisca de Carvajal
- Mario Castillón Bracho : Gregorio López
- Arturo Beristáin : Baltasar
- Jorge Fegán : le père Oroz
- Farnesio de Bernal : frère Hernando
- Virgilio Hernández : Martoz de Bohórquez
- Antonio Bravo (es) : Rabino Morales
- Peter Gonzales Falcon : frère Gaspar
- Florencio Castelló : frère Lorenzo de Albornoz
- Martin LaSalle : Díaz Márquez
- Silvia Mariscal : Justa Méndez
- Ramón Menéndez : Manuel de Lucena
- Juan José Martínez Casado : Carcelero
- Martha Navarro : Catalina Morales
- Carlos Nieto : l'inquisiteur Juan Lobo Guerrero
- Rubén Calderón : Domingo de Lucena
- Eduardo Cassab : Alguacil

## Distinctions
Le film a été présenté en sélection officielle en compétition au Festival de Cannes 1974.